# Sench Ale dels Archièrs
Sench Eli d'Apchièr o Sench/Sanch Ale dels Apchièrs (forma local) (en francès Saint-Chély-d'Apcher) és un municipi francès situat al departament del Losera i a la regió d'Occitània.